# Ante Čičin-Šain
Ante Čičin-Šain (Šibenik, 1935. – Zagreb, 30. prosinca 2008.), hrvatski ekonomist, sveučilišni profesor, diplomat i prvi guverner Hrvatske narodne banke.

## Životopis

### Studij
Magistrirao i doktorirao u Heidelbergu u Njemačkoj, na jednom od najboljih europskih sveučilišta. Već u to vrijeme, paralelno sa studijem, radio je za Ujedinjene narode, za njihovu Ekonomsku komisiju za Europu i ujedno surađivao na znanstvenim projektima Heidelberškog sveučilišta. 

### Karijera
Nakon povratka u Hrvatsku predavao je međunarodne ekonomske odnose na Ekonomskom fakultetu, bio je šef analitike Hrvatske narodne banke, istraživač na Ekonomskom Institutu u Zagrebu, ali i savjetnik Ujedinjenih naroda za Zapadnu Afriku. U kolovozu 1990. postao prvi guverner Hrvatske narodne banke, odvevši tada mladu državu na put monetarne samostalnosti, što je on sam isticao kao najznačajniji trenutak u svojoj karijeri. Hrvatski dinar bio je prijelazna valuta do uvođenja kune 1994. Nakon odlaska iz HNB-a (bio je guverner od 1990. do 1992.), okrenuo se diplomaciji. Bio je prvi hrvatski veleposlanik pri Europskoj unije u Bruxellesu,  zatim veleposlanik u Londonu, odakle je pokrivao Veliku Britaniju i Irsku, a počasni konzul Irske u Zagrebu, a zatim u Splitu ostao je doživotno. U 2001. godini je otišao u službenu mirovinu, ali je ostao aktivan u brojnim projektima.

### Zanimljivosti
Smrt ga je zatekla u 74. godini života gdje se u jeku pripremao za još jedan novi projekt. Zajedno s kolegama iz Hrvatske narodne banke upravo je okupljao ekipu autora za rad na velikoj knjizi o monetarnoj povijesti Hrvatske.